# Hibiscus homblei
Hibiscus homblei är en malvaväxtart som beskrevs av De Wild.. Hibiscus homblei ingår i Hibiskussläktet som ingår i familjen malvaväxter. Inga underarter finns listade i Catalogue of Life.